# Dry River (Wonnangatta River)
Der Dry River ist ein Fluss im östlichen Gippsland im australischen Bundesstaat Victoria.

## Verlauf
Er entspringt in der Ebene unterhalb Minoques Lookout im Alpine National Park in einer Höhe von 1400 m. Der Dry River fließt in gerader Linie nach Nordosten und mündet nach 13,6 km in den Wonnangatta River. Nennenswerte Nebenflüsse besitzt er nicht.
Der Dry River verläuft durch das größtenteils unbesiedelte Gebiet des Alpine National Park.